# Bakloh
Bakloh è una suddivisione dell'India, classificata come cantonment board, di 1.809 abitanti, situata nel distretto di Chamba, nello stato federato dell'Himachal Pradesh. In base al numero di abitanti la città rientra nella classe VI (meno di 5.000 persone).

## Geografia fisica
La città è situata a 32° 28' 0 N e 75° 55' 0 E e ha un'altitudine di 1.118 m s.l.m..

## Società

### Evoluzione demografica
Al censimento del 2001 la popolazione di Bakloh assommava a 1.809 persone, delle quali 995 maschi e 814 femmine. I bambini di età inferiore o uguale ai sei anni assommavano a 184, dei quali 96 maschi e 88 femmine. Infine, coloro che erano in grado di saper almeno leggere e scrivere erano 1.493, dei quali 849 maschi e 644 femmine.